# سامانه مرجع زمینی اروپا ۱۹۸۹
سامانه مرجع زمینی اروپا ۱۹۸۹ (ETRS ۸۹) یک سامانه مختصات مرجع دکارتی ژئودزی است که نقطه مرجع آن مرکز زمین بوده و در آن صفحه اوراسیا به عنوان یک کل، ثابت است. مختصات و نقشه‌ها در اروپا مبتنی بر ETRS ۸۹ متأثر از جابجایی قاره ای نیست.
توسعه ETRS ۸۹ مربوط به سیستم مختصات ژئودتیک ITRS جهانی است که در آن نمایش جابجایی قاره به گونه‌ای متوازن شده که کل تکانه زاویه‌ای صفحات قاره در حدود ۰ است. ETRS ۸۹ به‌طور رسمی در نشست مرجع منطقه ای کمیسیون اروپا در فلورانس در سال ۱۹۹۰ متولد شد، قطعنامه ۱ آن توصیه می‌کند سیستم مرجع زمینی که توسط این کمیسیون تنظیم شده، با ITRS در سال ۱۹۸۹ منطبق خواهد بود و به بخش پایدار صفحه اوراسیا ثابت و متصل شده است. با توجه به این قطعنامه، این سیستم به نام سیستم مرجع زمینی اروپا ۸۹ (ETRS ۸۹) نامگذاری شده است. از آن زمان به بعد ETRS ۸۹ و ITRS به دلیل جابجایی قاره ای با سرعت حدود ۲٫۵ متر در سال از هم اختلاف دارند. در سال ۲۰۰۰، دو سیستم مختصات حدود ۲۵ سانتیمتر متفاوت بودند.
ETRS ۸۹ چارچوب پیشنهادی اتحادیه اروپا برای داده‌های مکانی اروپا است. این سیستم تنها سیستم مختصات ژئودتیکی است که برای نقشه‌برداری و اهداف آن در اروپا استفاده می‌شود. نقش این سیستم برای اروپا مانند نقشی است که NAD ۸۳ برای آمریکای شمالی ایفا می‌کند. (NAD ۸۳ سیستم مختصاتی است که در آن صفحه آمریکای شمالی به عنوان یک کل، ثابت و ایستا است و برای نقشه‌برداری در ایالات متحده، کانادا و مکزیک استفاده می‌شود) ETRS ۸۹ و NAD ۸۳ مبتنی بر بیضوی GRS 80 (سیستم مرجع ژئودتیک ۱۹۸۰) هستند. سامانه ژئودتیک جهانی ۱۹۸۴ (WGS ۸۴) در اصل از بیضوی مرجع GRS ۸۰ استفاده نموده، اما از زمان انتشار اولیه آن، در نسخه‌های بعدی اصلاحات اندکی را تجربه کرده است.